# Luis Omedes Calonja
Luis Omedes Calonja (* 12. Januar 1938 in Altza; † 18. Juli 2022) war ein spanischer Ruderer, Rennrodler, Tennis- und Feldhockeyspieler.

## Leben
Luis Omedes Calonja wurde 1938 in einem heutigen Stadtteil von Donostia-San Sebastián als Sohn einer katalanischen Familie geboren. Sein Vater Luis Omedes Sistachs war Ruderer, der an den Olympischen Sommerspielen 1924 teilgenommen hatte und seinen Sohn als Nationaltrainer bei den Olympischen Sommerspielen 1952 betreute. Bei der Eröffnungsfeier war der erst 14-jährige Luis Omedes Calonja Fahnenträger der spanischen Mannschaft und ging im Vierer mit Steuermann an den Start. Auch sein älterer Bruder Juan Omedes nahm an den Spielen als Ruderer in der Einer-Regatta teil.
Ein Jahr zuvor konnte Luis Omedes Calonja mit dem Vierer mit Steuermann bei den Europameisterschaften die Bronzemedaille und somit die erste internationale spanische Rudermedaille gewinnen. Des Weiteren wurde er 1952 zweifacher spanischer Meister im Rudern.
Neben dem Rudern spielte Omedes auch Tennis, wo er 1955 im Alter von 17 Jahren zusammen mit Manuel Santana spanischer Juniorenmeister im Doppel wurde. Auch im Feldhockey war er erfolgreich und konnte mit dem Real Club de Polo de Barcelona 1964 die spanische Meisterschaft gewinnen. Aufgrund einer Verletzung verpasste er jedoch die Teilnahme an den Olympischen Sommerspielen 1964 in Tokio.
Als Juan Antonio Samaranch das Präsidentenamt des Comité Olímpico Español übernahm, versuchte er Sportler für den Bobsport und das Rennrodeln in Spanien auszubilden, damit diese an den Olympischen Winterspielen 1968 an den Start gehen. Omedes stieg im Alter von 30 Jahren in den Rennrodelsport ein und konnte bei den Olympischen Spielen in Grenoble den 45. von 50 Plätzen im Einsitzerwettkampf belegen. Damit ist er einer von nur wenigen Sportlern, der an Olympischen Winter- und Sommerspielen teilgenommen hat.